# Elasmotheriina
Les Elasmotheriinae ont été renommés Elasmotherina (en 1989), et ont été reclassé en sous-tribu éteinte des Rhinocerotini dans la famille des Rhinocerotidae. Ce groupe a vécu du Miocène inférieur (Bugtirhinus des collines des Bugti au Pakistan) au Pléistocène supérieur (Elasmotherium).

## Physiologie
Les Elasmotheriina sont des rhinocéros de grande taille, plutôt élancés et adaptés aux milieux ouverts. Ils possédaient de grandes cornes caractéristiques comme, entre autres, celle d'Elasmotherium pouvant atteindre les 2 mètres de hauteur.

## Liste desgenres
- Sinotherium
- Elasmotherium
- Iranotherium
- Ningxiatherium
- Hispanotherium
- Bugtirhinus

Selon The Paleobiology Database :
- Iranotherium Ringström 1924
- Kenyatherium Aguirre and Guerin 1974
- Sinotherium Ringstrom 1924

Selon Biolib :
- Elasmotherium <petit>J. Fischer, 1808
- Hispanotherium <petit>Crusafont & Villalta, 1947
- Iranotherium <petit>Ringström, 1924
- Kenyatherium <petit>Aguirre & Guérin, 1974
- Sinotherium <petit>Ringström, 1924
- Victoriaceros <petit>Geraads, McCrossin & Benefit, 2012